# Cryptonemiales
Cryptonemiales é o nome botânico de uma ordem, segundo o sistema de classificação de Wettstein.
Esta ordem está incluido na classe Florideae.

## Famílias
Apresenta sete famílias:
- Gloiopeltidaceae
- Grateloupiaceae
- Dumontiaceae
- Nemastomataceae
- Rhizophyllidaceae
- Squamariaceae
- Corallinaceae